# Lijst van spelers van SVV/Dordrecht'90
Dit is een lijst van voetballers die minimaal één officiële wedstrijd hebben gespeeld in het eerste elftal van de Nederlandse voormalig profclub SVV/Dordrecht'90.

## A
- Carlo l'Ami
- Maarten Atmodikoro

## B
- Peter Barendse
- John de Bever
- Remco Bloemen
- Willy Boessen
- Virgil Breetveld
- Patrick de Bruin

## F
- Ries Fok
- Michel Fortuin

## G
- Dennis van der Gijp
- Dean Gorré

## H
- Joop Hiele

## J
- Ricardo de Jongh

## K
- Lloyd Kammeron
- Hans Kraay Jr

## L
- Dirk van der Laan
- Pascal Langenhuijsen
- Michel Langerak
- Roël Liefden

## M
- Eric van der Merwe
- Oscar Moens
- Jan Mulder

## R
- Errol Refos
- Ton Rietbroek
- Reinier Robbemond

## S
- Robin Schmidt
- Jerry Simons
- Jimmy Simons
- Romano Sion
- Gerrie Slagboom

## T
- Zier Tebbenhoff
- Steve Trittschuh
- Orlando Trustfull

## V
- Michel Vonk
- Ton Vorstenbos

## W
- Warry van Wattum
- Wessel Weezenberg
- Erik Willaarts
- Brian Wilsterman
- Romeo Wouden

## Y
- Arslan Yildiz